# 사다 케이지
사다 케이지(Keiji Sada, 1926년 12월 9일 ~ 1964년 8월 17일)는 일본의 배우이다.

## 영화
- 암살 (1964년)
- 발라드 오브 어 워커 (1962년)
- 꽁치의 맛 (1962년)
- 무희 (1961년)
- 임모탈 러브 (1961년)
- 가을 햇살 (1960년)
- 석춘조 (1959년)
- 인간의 조건 2 (1959년)
- 인간의 조건 (1959년)
- 안녕하세요 (1959년)
- 달맞이꽃 (1958년)
- 웬 잇 레인스, 잇 푸어스 (1957년)
- 봄 (1956년)
- 보메이키 (1955년)
- 당신을 삽니다 (1954년)
- 당신의 이름은 (1953년)
- 금일휴진 (1952년) - 유카와 하루조 역
- 홈 스위트 홈 (1951년)
- 카르멘 고향에 돌아오다 (1951년)
- 요츠야 괴담 2 (1949년)
- 요츠야 괴담 (1949년)
- 쇼조 (1948년)
- 불사조 (1947년)